# Jada (cantante)
Jada, pseudonimo di Emilie Molsted Nørgaard (Slagelse, 19 febbraio 1993), è una cantante danese.

## Biografia
Nata nel villaggio di Bisserup facente parte del comune di Slagelse, Jada ha pubblicato il suo singolo di debutto Keep Cool a gennaio 2018. Nel successivo luglio ha cantato al festival di Roskilde.
Nel 2019 ha vinto il premio al talento P3 Guld, elargito dalla radio nazionale danese. Nella primavera del 2019 ha intrapreso la sua prima tournée da solista, supportata da Selma Judith. Il suo album di debutto I Cry a Lot è uscito il 28 giugno 2019 e ha debuttato alla 16ª posizione nella classifica danese degli album. La settimana successiva si è nuovamente esibita al festival di Roskilde.
Nel 2020 il suo singolo Nudes è stato il suo primo ingresso nella Hitlisten, dove ha raggiunto l'8ª posizione; è stato inoltre certificato disco di platino con oltre 90 000 unità vendute a livello nazionale.

## Discografia

### Album in studio
- 2019 – I Cry a Lot
- 2022 – Elements

### Singoli
- 2018 – Keep Cool
- 2018 – Sure
- 2019 – Lonely
- 2019 – Clean Love
- 2020 – Nudes
- 2020 – On Me
- 2020 – I'm Back
- 2021 – Something to Say
- 2022 – Dangerous